# Betula papyrifera

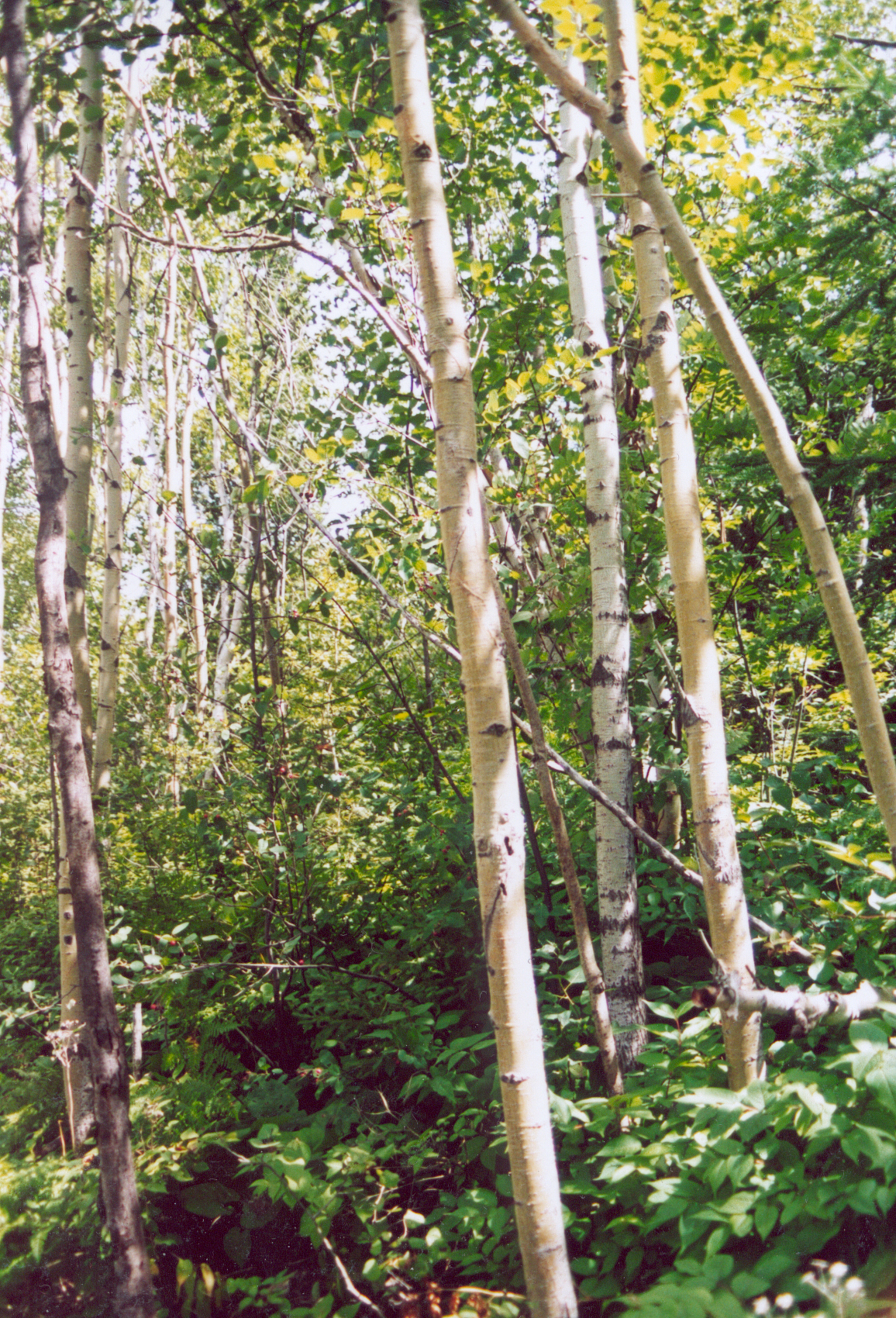

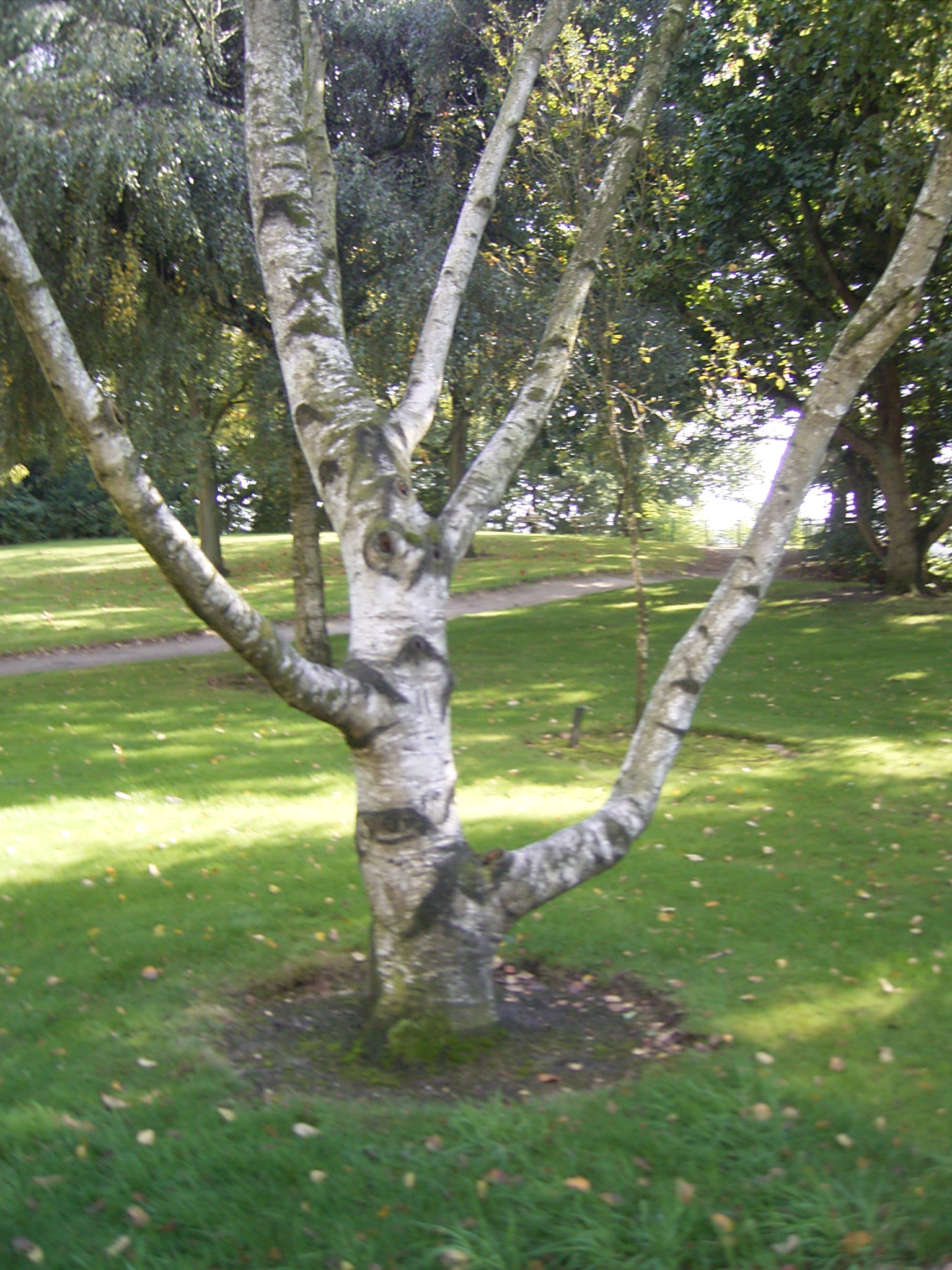

Betula papyrifera, el abedul papirífero o abedul de las canoas, es una especie de árbol perteneciente a la familia de las betuláceas nativa del norte de América del Norte.

## Descripción
Es un árbol de tamaño mediano, caducifolio, que puede alcanzar los 20 m de altura (excepcionalmente 35 m), con un tronco de hasta 80 cm de diámetro. La corteza es de color blanco, comúnmente  brillante con escamas finas en tiras horizontales, y, a menudo, negras con pequeñas marcas y cicatrices.  En los menores de cinco años, en la corteza aparecen lenticelas de color marrón con blanco, por lo que el árbol es mucho más difícil de distinguir de otros árboles.  Las hojas son alternas, ovadas de 5-12 cm de largo y de 4 - 9 cm de ancho, con un margen doblemente serrado.  Los brotes de las hojas son pequeños y cónicos, son de color verde con bordes marrones. Las flores son polinizadas por el viento de polinización con amentos de 3-8 cm de longitud en las puntas de ramas. El fruto madura en el otoño. La fruta madura se compone de numerosas y diminutas semillas aladas envasadas entre las brácteas.

## Distribución
Betula papyrifera dispone de una amplia distribución. Se encuentra en el interior (var. humilus) y sudcentral (var. kenaica) de Alaska y en todas las provincias y territorios de Canadá, con excepción de Nunavut, así como el norte del territorio continental de Estados Unidos, al sur de Pensilvania y Washington, con pequeñas poblaciones aisladas más al sur en las montañas de Carolina del Norte y Colorado. La población más meridional  de los Estados Unidos se encuentra en Lost Gulch en la City of Boulder Mountain Parks, un recuerdo relicto del Pleistoceno aislado que probablemente refleja el alcance de la vegetación boreal hacia el sur  en la zona durante la última Edad de Hielo.

## Ecología
Betula papyrifera es un pionero de las especies, por ejemplo, con frecuencia es un invasor temprano después de un incendio en la taiga de Picea mariana. Requiere altos nutrientes y la exposición al sol. La corteza es muy resistente. A menudo, la madera de un  abedul derribado se pudrirá dejando intacta la corteza hueca. La corteza de abedul es un alimento básico de invierno para el alce. La calidad nutricional es pobre, pero es importante para la invernada de los alces, debido a su gran abundancia.  A pesar de que el ciervo de Virginia, considera una "elección de alimentos-secundaria", es un importante componente de su dieta.  En Minnesota, el ciervo de Virginia come grandes cantidades de hojas de abedul en el otoño. La liebre americana se alimenta de la corteza interior y los ratones comen las semillas.  Las hojas también sirven de alimento para varios lepidópteros. Véase la Lista de lepidópteros que se alimentan de los abedules.

## Conservación
Es considerada vulnerable en el Estado de Indiana, en peligro en Illinois, Virginia, Virginia Occidental y Wyoming, y críticamente en peligro en Colorado y Tennessee.

## Usos
Betula papyrifera tiene una suave, pero moderadamente pesada  madera blanca.  Es excelente leña de alto rendimiento, además la corteza hace un gran fuego de arranque, ya que se quema a altas temperaturas, incluso cuando está mojada, por lo que es muy útil si se está vivaqueando en el bosque.  Es aceptable para partes de muebles, pisos.  No tiene un alto valor económico.  La savia puede ser utilizada para producir el jarabe de abedul. Su nombre refleja el uso de la corteza del árbol, principalmente por los indígenas americanos, para un material de escritura y también de que la corteza  se utilizó para la cobertura exterior de las canoas.  En la construcción de casas con techo de césped, la corteza se utiliza para crear una capa resistente al agua.

## Cultura
Betula papyrifera es el árbol emblema de la Provincia de Saskatchewan y el árbol del Estado de Nuevo Hampshire.

## Sinonimia
- Betula alba var. communis Regel
- Betula alba subsp. papyrifera (Marshall) Regel
- Betula alba var. papyrifera (Marshall) Spach
- Betula lenta var. papyrifera (Marshall) Castigl.[5]